# South Platte

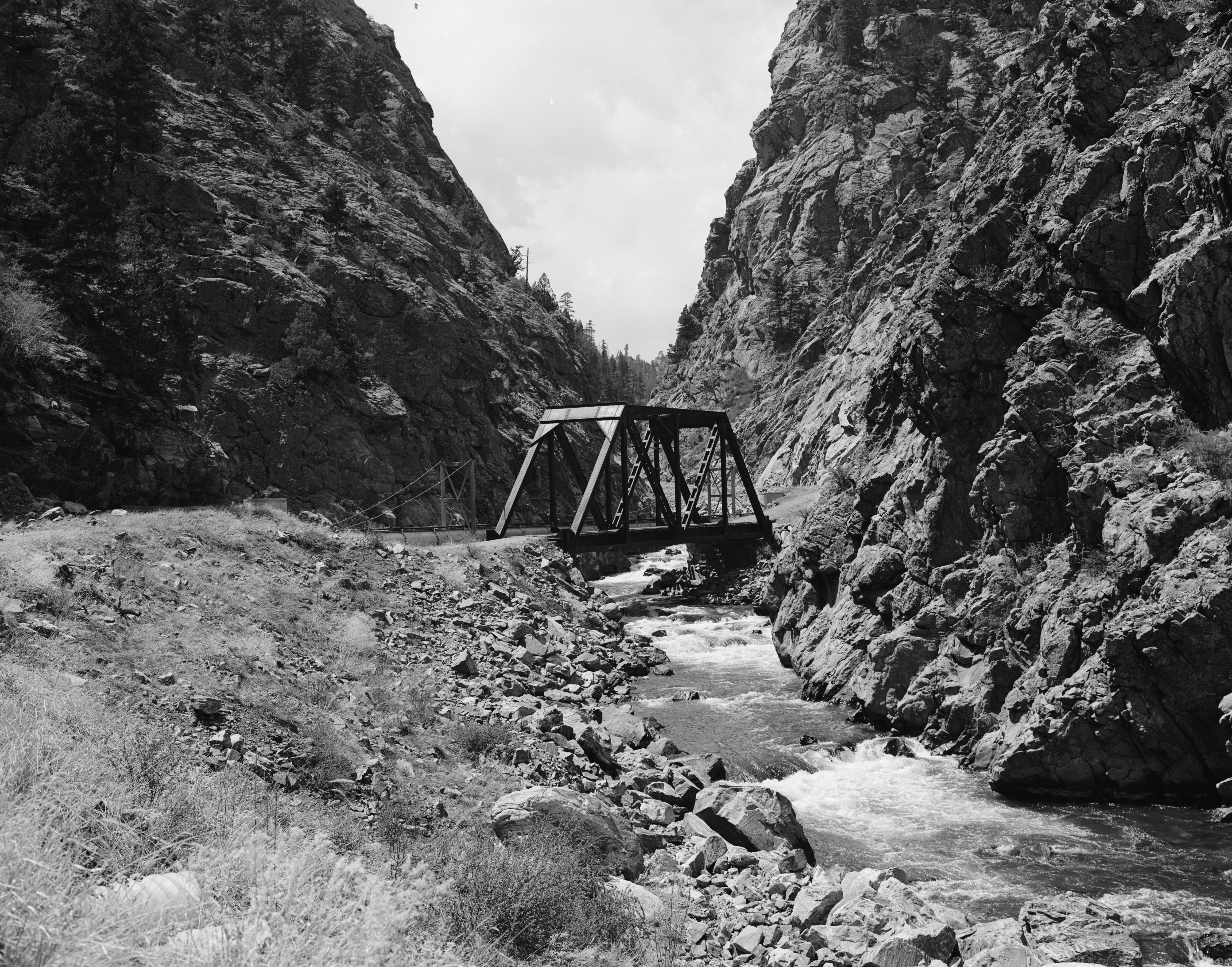
Il South Platte nel Platte Canyon, Colorado

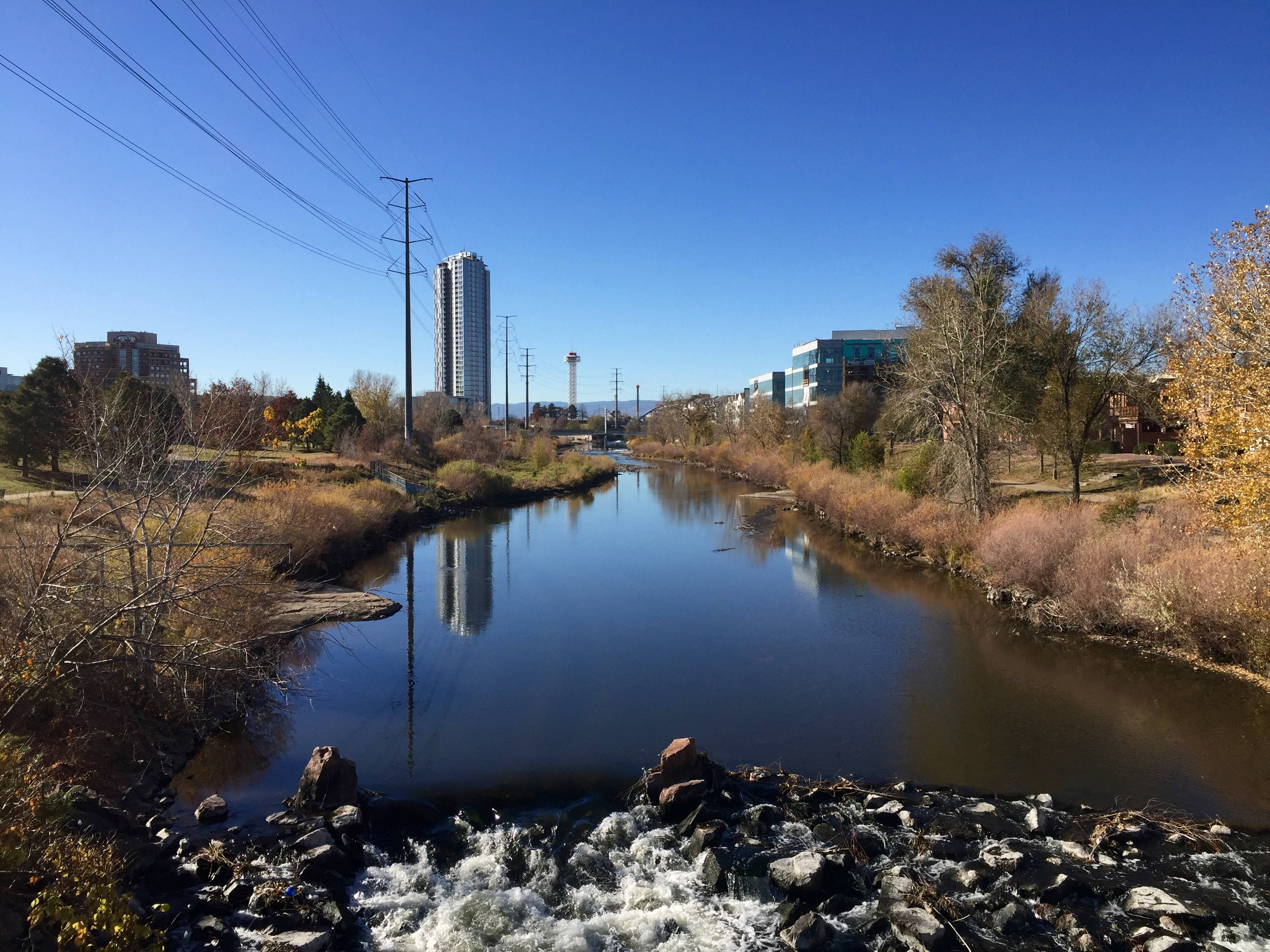
South Platte a Denver

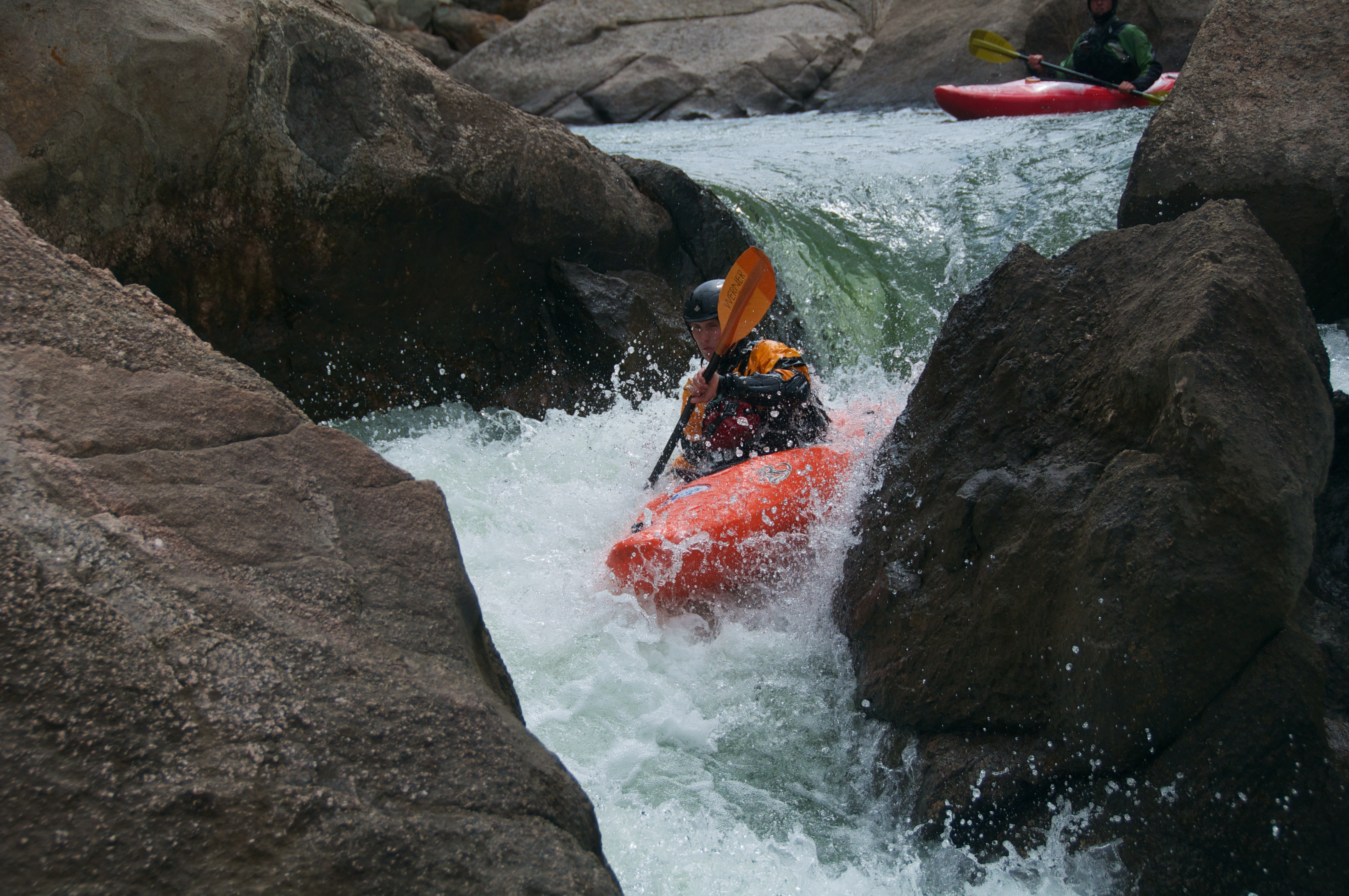
Kayak nel Eleven Mile Canyon

Il South Platte è un fiume degli Stati Uniti dalla cui confluenza con il fiume North Platte ha origine il fiume Platte, affluente occidentale del Missouri. Nasce sulle Montagne Rocciose e scorre attraverso gli stati del Colorado e Nebraska, ed è di per sè uno dei grandi fiumi del Midwest e del Sud-Ovest e delle Montagne Rocciose. Il suo bacino idrografico comprende gran parte del fianco orientale delle Montagne Rocciose nel Colorado, gran parte della regione conosciuta come Colorado Front Range, le Pianure Orientali e una parte del Wyoming sud-orientale in prossimità della città di Cheyenne. Confluisce insieme al North Platte per formare il Platte; la confluenza si trova presso la città di North Platte nel Nebraska occidentale. Il fiume è una delle principali fonti di acqua del Colorado orientale; nelle sue valli, lungo le colline dello stato, ha permesso lo sviluppo dell'agricoltura in un'area del Colorado Piedmont e delle Grandi Pianure, che sono generalmente aridi.

## Descrizione
Il fiume si forma nella contea di Park, a sud-ovest di Denver nelle praterie di South Park dalla confluenza del South Fork e Middle Fork, a circa 24 km a sud-est di Fairplay. Entrambi i suoi affluenti nascono sul versante orientale del Mosquito Range, sul lato occidentale di South Park; da qui passa attraverso gli 80 km del Platte Canyon e la sua sezione inferiore, il Waterton Canyon. Qui si unisce al North Fork prima di uscire dalle colline a sud-ovest di Denver, presso Littleton. Qui il fiume viene utilizzato per formare il bacino artificiale di Chatfield, che serve l'area metropolitana di Denver.
Il fiume scorre verso nord attraverso il centro di Denver, che fu fondata sulle sue rive alla confluenza con il Cherry Creek. Il tracciato che passa per Denver è molto industrializzato, e qui passano sia le ferrovie che la Interstate 25. A nord di Denver si unisce al piccolo Clear Creek che scende dalle montagne occidentali in un canyon che fu epicentro della corsa all'oro di Pike's Peak. A nord della capitale, scorre nel cuore agricolo del Piedmont, una regione di scisti che fu formata dall'antenato del fiume South Platte tramite erosione, dopo la formazione delle Montagne Rocciose. Scorre attraverso le comunità di Brighton e Fort Lupton, e si unisce in successione al Saint Vrain Creek, Little Thompson, Big Thompson e Cache la Poudre presso Greeley.
Ad est di Greeley il fiume vira verso est, scorrendo attraverso le Pianure Orientali, passando per Fort Morgan e Brush, dove svolta verso nord-est. Continua attraverso Sterling, ed entra nel Nebraska tra Julesburg e Big Springs. Nel Nebraska passa attraverso Ogallala e si unisce al North Platte presso la città di North Platte.
Il South Platte, nel percorso che attraversa Denver, è sulla lista dell'Agenzia statunitense per la protezione dell'ambiente (EPA) dei corpi idrici compromessi per danno da agenti patogeni, con Escherichia coli che rappresenta la specie patogena. Tra gli altri problemi del fiume vi sono la presenza della lumaca del fango neozelandese e la cozza zebra.

## Storia
Il South Platte in origine era chiamato Niinéniiniicíihéhe dai popolo nativo degli Arapaho che viveva sulle sue rive; i primi esploratori spagnoli lo chiamarono invece Rio Chato (fiume calmo). Nel 1702 fu chiamato Rio Jesus Maria dal capitalo Jose Lopez, l'esploratore Tewa e capitano di guerra degli Ausiliari Indiani del Nuovo Messico, a cui venne ordinato dal viceré della Nuova Spagna di cercare la Tierra Incognita per un'incursione francese nel Nuovo Messico. Il South Platte servì anche come vitale fonte d'acqua per il Colorato; molto prima della fondazione di Denver, molti viaggiatori giunsero al South Platte per scappare dalla siccità delle Grandi Pianure. Questi popoli potevano sopportare il caldo, ma non la mancanza di acqua che invece era abbondante nel fiume. In origine furono usati secchi e pozzi per fornire acqua alla città, ma alla fine fu creato il sistema dell'acquedotto di Denver.

## Dighe
Trovandosi in una regione arida degli Stati Uniti, il South Platte è attraversato da diverse dighe; il primo bacino artificiale degno di nota è l'Antero Reservoir. "Antero" deriva dalla parola spagnola "delantero", che significa "primo", "antecedente", dato che il bacino è formato dalla prima diga sul South Platte, presso l'origine del fiume.
La successiva diga si trova presso il Spinney Mountain Reservoir. Al pieno della sua capacità, Spinney Mountain copre 10 km² di superficie; si tratta di una diga a rilascio dal basso, e rilascia verso est del bacino.
Due miglia a valle del Spinney Mountain Reservoir, il fiume entra nel Elevan Mile Reservoir, con una capacità di 120 000 000 m³; questo bacino porta al Eleven Mile Canyon, che si estende su terreno del Forest Service. Tre ex città del Colorado, Howbert, Idlewild e Freshwater Station, furono sommerse per poter creare il bacino.